# Жива Церква
це стаття про одну з обновленських угруповань. Про обновленчество в цілому див. Обновленство.
Жива церква — обновленська організація, що виникла в травні 1922 року за активної підтримки державного політичного управління при НКВС РРФСР. Лідером "Живої церкви" весь час її існування був «протопресвітер» Володимир Красницький. Виступала за повернення до «апостольського християнства», активну участь вірян у церковному житті, проти безшлюбності єпископату і «засилля ченців», спрощення богослужіння, його ведення на національних мовах, ліквідацію монастирів і «соціальне християнство».

## Опис
Фундаторами «Живої Церкви» були «протопресвітер» Володимир Красницький, протоієрей Олександр Введенський, єпископи Антонін (Грановський) та Леонід (Скобеєв).
У перші місяці існування об'єднувала практично все обновленство і тому дала йому неофіційну назву. Після «Всеросійського з'їзду білого духівництва і мирян» в серпні 1922 року суперечки між її керівниками стали непримиренними, після чого від неї відокремлюються багато її членів, створивши інші обновленстські організації — «Союз церковного відродження» і «Союз громад давньоапостольської церкви».
Звільнений з-під домашнього арешту Патріарх Тихон засудив «Живу Церкву» і обновленство взагалі, що істотно підірвало становище всіх обновленчеських організацій. У вересні 1923 року Володимир Красницький оголосив про розрив очолюваної ним «Живої Церкви» з утвореним місяцем раніше обновленським Священним Синодом, однак більшість членів «Живої Церкви» не пішли за Красницьким, залишившись вірними обновленському Синоду, а сама «Жива Церква», втративши підтримку радянської влади перетворилася на невелике угруповання прихильників Красницького, яких з часом ставала все менше. Зі смертю Красницького 1936 року «Жива церква» остаточно зникла.

### В Україні
В Україні «Жива Церква» заснована 25 жовтня 1923 на обновленському соборі в Харкові, де було проголошено утворення нової церкви на чолі з харківським митрополитом Пименом (Пєговим), який мав зв'язки з Державним політичним управлінням УСРР ще під час свого перебування правлячим єпископом на Поділлі. З ДПУ співпрацювали й інші керівники «Живої Церкви» — архієпископ Донецький Андрій, протоієрей Б. Дикарєв (секретар Синоду) та інші.
ДПУ надавало «Живій Церкві» щомісячну допомогу й оплачувало окремі її заходи. На Всеукраїнському помісному соборі обновленців (травень 1925) проголошено автокефалію цієї церкви, затверджену Всесоюзним собором обновленців (жовтень 1925). Періодом найбільшого піднесення обновленського руху в Україні були 1925—26 (у січні 1926 «Жива Церква» налічувала 3500 парафій).
Створений в травні 1925 Синод обновленцев в Україні щомісяця отримував від ДПУ 400 рублів. Судячи з кошторисом на перше півріччя 1926 року, в ГПУ по РПЦ і «обновленцям» «працювало» по 84 секретних співробітників («сексотів», тих, хто негласно брав участь в активних оперативних заходах та розробках).
На початку 1926-го «Жива Церква» одержала підтримку константинопольського патріарха Василія III, а через московський Священний Синод — і єрусалимського патріарха Даміана. На 3-му Соборі «Живої Церкви» (травень 1928), на якому був присутній представник Константинопольського патріархату архімандрит Василій (Димопуло) і було затверджено статут церкви, було прийнято також спеціальну постанову «Про липківщину», що засуджувала Українську автокефальну православну церкву і ставила завданням її ліквідацію.
Після досягнення угоди з митрополитом Сергієм (Страгородським) про політичну лояльність РПЦ до радянської влади (Декларація митрополита Сергія 1927) інтерес до «Живої Церкви» згас. Чимало єпископів і священиків «Живої Церкви» зазнали репресій. 1943 покаяння перед патріархом Сергієм приніс обновленський єпископ Ювеналій (Машковський), і це стало завершенням історії «Живої Церкви» в Україні.